# Lago di Işıklı
Il lago di Işıklı (in turco: Işıklı Gölü) è un lago d'acqua dolce sito nell'interno della regione dell'Egeo della Turchia, situato nel distretto dei laghi: esso si estende sulla pianura di Çivril nella provincia di Denizli, vicino a quella di Afyonkarahisar. Il lago è delimitato dai confini di diversi distretti, vale a dire, procedendo in senso orario, Çivril (provincia di Denizli), il principale centro urbano della regione, e Kızılören, Dinar e Evciler (provincia di Afyonkarahisar). Un villaggio sulla riva del lago e che fa parte del distretto di Çivril porta lo stesso nome del lago (Işıklı).
Il lago originale fu arginato artificialmente negli anni 1950-1953 a scopo di irrigazione. Esso è attraversato dal fiume Meandro. La sua superficie  è di 64 km² (secondo altre fonti 49 km²), rendendolo il più grande lago della provincia di Denizli. La sua altitudine è di 816 m. La profondità media è di 4 m, quella massima di 7 m.
Le sue acque, alimentate anche da torrenti, sono utilizzate per l'irrigazione dei terreni agricoli circostanti: inoltre, il lago è anche un importante centro di pesca e acquacoltura di importanza regionale. 

## Avifauna
Il lago di Işıklı è un sito importante per la riproduzione di uccelli acquatici e un gran numero di uccelli selvatici svernanti. Esso è stato proposto come Important Bird Area. Alcune delle specie che si riproducono o migrano attraverso il lago di Işıklı sono; l'oca lombardella maggiore (Anser albifrons), il fistione turco (Netta rufina), il moriglione comune (Aythya ferina), la moretta tabaccata (Aythya nyroca), la Sgarza ciuffetto (Ardeola ralloides), il Marangone minore (Microcarbo pygmeus), la Folaga comune (Fulica atra), la Sterna zampenere (Gelochelidon nilotica), il mignattino piombato (Chlidonias hybrida).